# Lymantria costalis
Lymantria costalis är en fjärilsart som beskrevs av Walker 1865. Lymantria costalis ingår i släktet Lymantria och familjen tofsspinnare. Inga underarter finns listade i Catalogue of Life.